# William Napier Shaw
William Napier Shaw (ur. 4 marca 1854, zm. 23 marca 1945) – brytyjski meteorolog. Autor prac z dziedziny meteorologii synoptycznej (zwłaszcza teorii cyklonów) oraz fizyki atmosfery. Profesor Imperial College of Science and Technology w Londynie. W latach 1907–1914 oraz 1919-1923 pełnił funkcję przewodniczącego Międzynarodowej Organizacji Meteorologicznej. Shaw opracował w 1915 roku rodzaj diagramu termodynamicznego zwanego tefigramem. Wprowadził on również jednostki miary ciśnienia bar i milibar.